# Hymenophyllum preslii
Hymenophyllum preslii là một loài dương xỉ trong họ Hymenophyllaceae. Loài này được Rosenst. mô tả khoa học đầu tiên năm 1911.
Danh pháp khoa học của loài này chưa được làm sáng tỏ. 